# Posadas
Posadas – miasto w północno-wschodniej Argentynie, na lewym brzegu rzeki Parana, naprzeciw paragwajskiego miasta Encarnación, stolica prowincji Misiones. Około 235,9 tys. mieszkańców.
Największe miasto w prowincji Misiones i jego centrum administracyjne, handlowe i kulturalne. Powstało wokół portu na rzece Parana.
Miasto połączone jest z położonym na drugim brzegu rzeki paragwajskim miastem Encarnación mostem Puente San Roque González de la Santa Cruz.
Miasto jest siedzibą klubu piłkarskiego Guaraní Antonio Franco. 
Nad brzegiem Parany wzniesiony jest 7-metrowy pomnik Jana Pawła II, autorstwa Czesława Dźwigaja.

## Miasta partnerskie
- Encarnación, Paragwaj
- Bergamo, Włochy
- Rawenna, Włochy
- Albacete, Hiszpania
- Blumenau, Brazylia
- Jarosław, Rosja
- Starnberg, Niemcy
- Dublin, Irlandia
- Czerniowce, Ukraina
- Wrocław, Polska
- Borlänge, Szwecja
- Narwik, Norwegia

- Dane statystyczne